# Имбрас
Имбрас (др.-греч. Ιμβρασος) — имя нескольких персонажей древнегреческой мифологии и литературы:
- фракиец из Эна, отец Пираса, пришедшего на помощь Трое[1][2];
- ликиец, отец Главка и Лада — спутников Энея, убитых Турном[3][4];
- троянец, отец Асия, спутника Энея[3][5];
- речной бог на Самосе[6][7].